# Субъект федерации
Субъекты федераций — это административно-территориальные единицы, которые составляют федеративное государство. В зависимости от страны, такие субъекты могут иметь различные названия и правовые статусы. 

## Основные характеристики и особенности субъекта федераций
1. Автономия: Субъекты федерации обладают определенной степенью автономии, что позволяет им иметь свои собственные законы, органы власти и бюджет. Однако эта автономия ограничена конституцией федерации.
2. Законодательство: Каждый субъект федерации может принимать свои законы в рамках полномочий, определенных федеральной конституцией. Это может касаться таких областей, как образование, здравоохранение, местное самоуправление и другие.
3. Органы власти: Субъекты федерации имеют свои собственные органы власти, которые могут включать законодательные собрания, исполнительные органы и судебные системы. Эти органы отвечают за управление на уровне субъекта.
4. Финансирование: Субъекты федерации могут иметь свои собственные источники доходов, такие как налоги, а также получать дотации и субсидии от федерального правительства.

## Примеры субъектов федерации
США: В Соединенных Штатах Америки 50 штатов, каждый из которых является субъектом федерации.
Россия: В Российской Федерации 89 субъектов, включая республики, края, области, города федерального значения и автономные округа.
Германия: Федеративная Республика Германия состоит из 16 федеральных земель.